# Michaił Artamonow
Michaił Artamonow (ros. Михаил Илларионович Артамонов; ur. 23 listopada?/5 grudnia 1898 we wsi Wygołowo w guberni twerskiej, zm. 31 lipca 1972 w Leningradzie) – radziecki archeolog i historyk, założyciel szkoły chazaroznawstwa, dyrektor Ermitażu, autor dzieł z tematyki chazarskiej, scytyjskiej i wczesnosłowiańskiej.

## Życiorys
Michaił Artamonow pochodził z rodziny chłopskiej. W 1913 roku ukończył cztery klasy szkoły miejskiej. Przed rewolucją październikową służył jako pisarz w petersburskiej organizacji ubezpieczeń oraz w stowarzyszeniu pracowników zakładów przemysłowych. W latach 1914-196 uczęszczał na kurs ogólnokształcący. Na początku 1917 roku został powołany do wojska. W kwietniu 1917 roku, po wybraniu go na członka Żołnierskiej Rady Poselskiej, dobrowolnie udał się na front. Brał udział w walkach nad Dźwiną Zachodnią.
W grudniu 1917 roku Artamonow został demobilizowany i wezwany do Petersburga w celu podjęcia pracy w znacjonalizowanym Banku Międzynarodowym. Od lata 1918 roku do końca 1920 roku pracował w Krasnym Chołmie (obwód twerski) w charakterze kierownika szkoły i nauczyciela.
W latach 1921–1924 studiował na Uniwersytecie Leningradzkim na fakultecie archeologii i historii sztuki. Po ukończeniu studiów został młodszym asystentem Instytutu Archeologii. W 1929 roku kierował ekspedycją na Niżnym Donie. W latach 1934–1936 odkrył lokalizację znanego z przekazów źródłowych miasta Sarkieł. W 1934 roku dostał tytuł kandydata nauk historycznych (artykuł Совместные погребения в курганах со скорченными и окрашенными костяками). W 1935 roku został profesorem. 25 czerwca 1941 roku obronił dysertację doktorską na temat Scytów.
W 1937 roku kierował sektorem Europy przedfeudalnej w Instytucie Historii Kultury Materialnej Akademii Nauk ZSRR. W 1939 roku został dyrektorem AN ZSRR po zwolnieniu Iosifa Orbelego. W 1940 roku wstąpił do KPZR. Za kadencji Artamonowa na stanowisku dyrektora AN ZSRR zostały zapoczątkowane wydawnictwa periodyczne: Krótkie wiadomości IHKM (Instytutu Historii Kultury Materialnej) (Краткие сообщения ИИМК), Materiały i badania z archeologii ZSRR (Материалы и исследования по археологии СССР), Archeologia Sowiecka (Советская археология).
Po drugiej wojnie światowej Artamonow pełnił obowiązki kierownika Katedry Archeologii Leningradzkiego Uniwersytetu Państwowego, zaś od lutego 1949 roku został jej dyrektorem. Przez krótki czas był prorektorem uczelni, od grudnia do maja 1950 roku był jej rektorem. W latach 1949–1951 kierował ekspedycją, która badała obszar przeznaczony pod budowę Cimlańskiego zbiornika wodnego.
W 1951 roku został dyrektorem Ermitażu. Przyczynił się do utworzenia w muzeum wystawy Pabla Picassa i działu impresjonizmu. W 1964 roku został zwolniony ze stanowiska. Resztę życia poświęcił na wykładanie historii.
W 1959 r. został członkiem zagranicznym PAN.
Zmarł za biurkiem przy redagowaniu artykułu naukowego.